# Glenn Frey Live
Glenn Frey Live är ett livealbum av Glenn Frey, utgivet 2 juli 1993. Albumet är inspelat på The Stadium i Dublin den 8 juli 1992 och innehåller låtar både från Freys solokarriär och hans tid i Eagles, som han återförenades med efter skivan. Det är producerat av Glenn Frey och Elliot Scheiner.

## Låtlista
1. "Peaceful Easy Feeling" (Jack Tempchin) - 2:35
2. "New Kid in Town" (Glenn Frey/Don Henley/J.D. Souther) - 6:08
3. "The One You Love" (Glenn Frey/Jack Tempchin) - 5:15
4. "Wild Mountain Thyme" (Bert Jansch) - 4:31
5. "Strange Weather" (Glenn Frey/Jay Oliver/Jack Tempchin) - 5:04
6. "I've Got Mine" (Glenn Frey/Jack Tempchin) - 5:57
7. "Lyin' Eyes/Take It Easy" (Glenn Frey/Don Henley, Jackson Browne/Glenn Frey) - 5:55
8. "River of Dreams" (Glenn Frey/Jack Tempchin) - 4:57
9. "True Love" (Glenn Frey/Jack Tempchin) - 5:24
10. "Love in the 21st Century" (Glenn Frey/Danny Kortchmar/Jack Tempchin) - 6:09
11. "Smuggler's Blues" (Glenn Frey/Jack Tempchin) - 3:50
12. "The Heat Is On" (Harold Faltermeyer/Keith Forsey) - 4:30
13. "Heartache Tonight" (Glenn Frey/Don Henley/Bob Seger/J.D. Souther) - 6:03
14. "Desperado" (Glenn Frey/Don Henley) - 4:03

## Medverkande
- Glenn Frey - gitarr, sång
- Martin Fera - strummor
- Bryan Garofalo - bas, sång
- Al Garth - saxofon, fiol
- Danny Grenier - gitarr, sång
- Darrell Leonard - trumpet
- Chris Mostert - saxofon, percussion
- Jay Oliver - keyboards
- Michito Sanchez - percussion
- Barry Sarna - keyboards, sång
- Duane Sciacqua - gitarr, sång
- Greg Smith - barytonsaxofon